# Daedalia Planum
Daedalia Planum és una formació geològica de tipus planum a la superfície de Mart, localitzada amb el sistema de coordenades planetocèntriques a -2.13 latitud N i 250.64 ° longitud E, que fa 1.922,02 km de diàmetre. El nom va ser aprovat per la UAI l'any 1982 i fa referència a una característica d'albedo.